# Август (герцог Саксен-Гота-Альтенбурзький)
Август (нім. August), при народженні Еміль Леопольд Август Саксен-Альтенбурзький (нім. Emil Leopold August von Sachsen-Gotha-Altenburg), ( 23 листопада 1772 — 17 травня 1822) — герцог Саксен-Гота-Альтенбургу у 1804—1822 роках. Син попереднього герцога Саксен-Гота-Альтенбургу Ернста II та принцеси Саксен-Майнінгенської Шарлотти.
Палкий прихильник Наполеона. Під час французького вторгнення залишався у герцогстві. Кілька разів приймав Бонапарта у своєму палаці в Готі. Після поразки імператора французів, став персоною нон-грата в аристократичних і дипломатичних колах.
Письменник, поет, композитор, перекладач. Меценат, колекціонер.
Відомий трансвестизмом та епатажною поведінкою.

## Біографія

### Молоді літа
Народився 23 листопада 1772 року у Готі. Був другим сином у родині герцога Саксен-Гота-Альтенбургу Ернста II та його дружини Шарлотти Саксен-Майнінгенської. Мав старшого брата Ернста та молодшого — Фрідріха.
Із раптовою смертю Ернста у грудні 1779, став спадкоємцем престолу. Отримав добру освіту під наглядом барона фон дер Люе та таємного радника Самуеля Еліаса фон Брідель-Брідері, відомого біолога. У 1788 році разом із братом Фрідріхом вирушив до Женеви для подальшої освіти та укріплення слабкого здоров'я. По поверненні вивчав філософію, право, історію та літературу. Брав участь у засіданнях міністерства для ознайомлення з державними справами.
У 1797 році узяв шлюб із принцесою Мекленбург-Шверінською, яка згодом народила йому доньку та померла після пологів. У 1802 році узяв другий шлюб із принцесою Гессен-Кассельською.
Багато читав, легко запам'ятовував прочитане. З інтересом займався поезією, музикою та малюванням. Полюбляв розмови з вченими, художниками, витонченими та дотепними жінками, як любив і листуватися з ними. Втім, цікавлячись модою, листувався також із торговцями одягом та перукарями. Його листи вирізнялись делікатністю, багатством незвичних ідей та дотепних оборотів.

### Герцог Саксен-Гота-Альтенбурзький

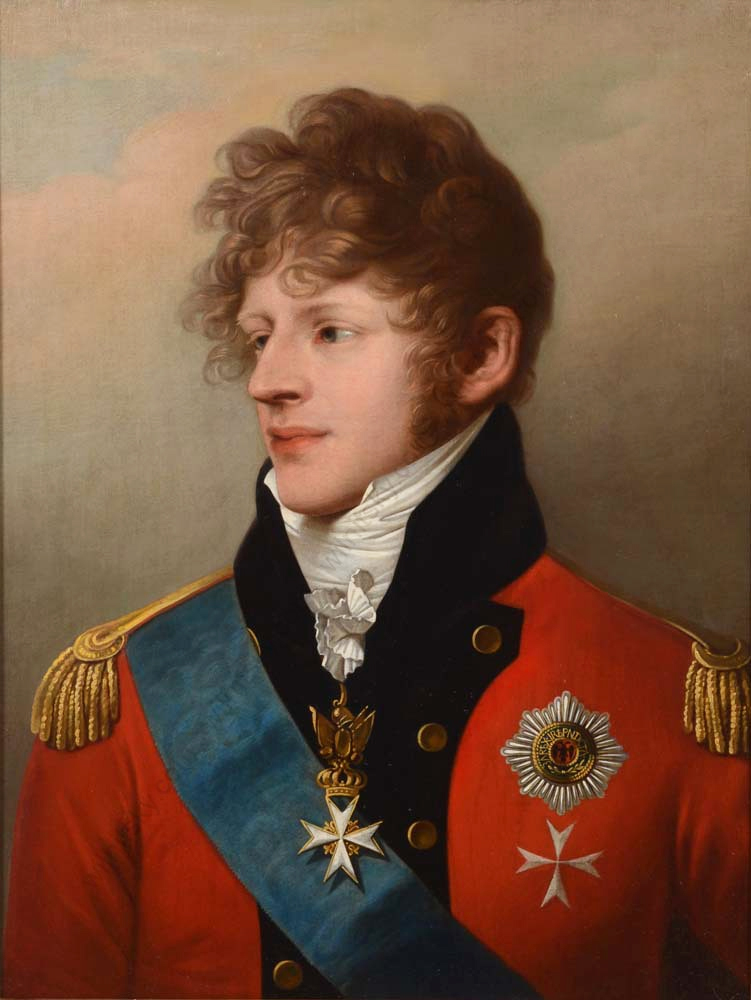
Еміль Август (1807)

Вступив на престол 20 квітня 1802 року. Як правитель, підписувався йменням Август, у той час, як у приватному житті та творчості, віддавів перевагу імені Еміль. Поділяв ідеали нової епохи: свободи, рівності та братерства, разом з тим, був палким прихильником Наполеона, що, зрештою, сприяло вбереженню країни від лихоліть французької навали.
Після битви під Єною, у жовтні 1806, Августа закликали рятуватися за межами країни, але він заявив, що хоче «залишитися зі своїми вірними громадянами та розділити з ними будь-яку долю». У 1813 році, коли через Готу пройшли залишки французької армії, що втікали з Росії, він вчинив так само, запобігши там самим пограбуванню герцогства.
У грудні 1806 року приєднався до Рейнської конфедерації. Товариські відносини з Бонапартом, який називав Августа кузеном, сприяли обережному відношенню французів до Готського регіону. Від контрибуції у розмірі 1 700 000 франков, накладеній на герцогство, вони навіть відмовилися.
З 1811 по 1813 роки Август святкував день народження Наполеона урочистим прийомом 15 серпня у палаці Фріденштайн. Через кілька тижнів після Битви народів, у листопаді 1813 року, приєднався до союзників шостої коаліції.

У внутрішній політиці всіляко сприяв розвитку країни. Французькі репарації 1815 року витратив на погашення боргів. Протягом усього правління проклав нові якісні дороги, встановив покажчики на усіх перехрестях. Удосконалив систему військової повинності, дав більш практичний устрій для богаделень, у 1811 році заснував кінну поліцію для охорони провінційних міст. У 1806 році надав католикам, а у 1807 — реформатам, рівні громадянські права з лютеранами, 1811 року скасував церковну епітимію.

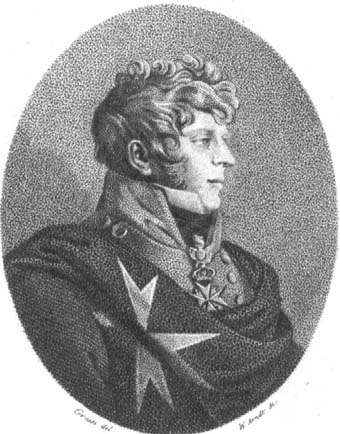
Герцог Еміль Август, 1812

Своєю пристрастю до науки і мистецтва всіляко заохочував їхній розвиток. За можливості, залишав державні справи міністрам, натомість надиктовуючи романи, вірші та листи. Витрачав значні кошти на придбання предметів мистецтва. Збагатив художні колекції Фріденштайну, дарував бібліотеці приватні книги свого батька, відновив Китайський кабінет у своїй резиденції, зібрав багату колекцію східних рукописів, підтримуючи мандрівника Ульріха Яспера Зетцена. Як і батько, цікавився астрономією. 1805 року призначив концертмейстером Луї Шпора. Протегував композитору Карлові Марії фон Веберу, який у 1812 році присвятив герцогу свій концерт для фортепіано з оркестром № 2. Митець, подорожуючи Німеччиною разом із кларнетистом-віртуозом Генріхом Йозефом Берманом, виконавцем його творів, був прихильно прийнятий вельможними особами й особливо зауважував, що герцог Август і його брат Фрідріх подарували їм із Берманом персні та безліч старовинних речей. У квітні 1813 правитель успішно клопотався щодо звільнення засудженого журналіста Рудольфа Захаріаса Беккера з в'язниці Магдебурга. Вів жваве листування з німецьким письменником-сентименталістом Жаном Полем, який присвятив йому свій «Буклет свободи» (нім. «Freiheits-Büchlein»), французькою письменницею, господинею літературного салону, Жерменою де Сталь, німецькою письменницею, представницею романтизму, Беттіною фон Арнім.
Август вважався диваком зі схильністю до провокаційних та епатажних вчинків. Йоганн Вольфганг фон Гете називав його «приємним і огидним водночас» і зазначав: «Мені нема чого на нього скаржитися, але я завжди неохоче приймав запрошення до його столу». Схильний до трансвестизму, герцог любив прогулюватися в жіночому вбранні, епатуючи готський двір. Полюбляв косметику, духи та різноманітні перуки. Найближчим особам дозволяв називати себе Емілія, а також дав собі прізвисько «Щасливчик». В останні роки життя дуже пізно лягав і прокидався, зазвичай не раніше, аніж збирався йти обідати. Відвідувачів, включаючи міністрів та іноземних послів, приймав у ліжку. Відома художниця Кароліна Луїза Зайдлер, яка перебувала при дворі Готи взимку 1811 року, аби зробити портрети правлячої родини, змальовувала герцога як «найбільшого оригінала свого часу», в зовнішності якого було щось «жіноче». У літературних творах Августа існують натяки на його ймовірну гомосексуальну орієнтацію. Герцог не любив полювання та їзду верхи, віддаючи перевагу танцям, в яких був надзвичайно майстерним до кінця життя.
Після остаточної поразки Наполеона при Ватерлоо та Віденського конгресу Август став персоною нон-грата в аристократичних і дипломатичних колах, а також був непопулярним серед націоналістично налаштованої громадськості. Обставини його раптової смерті після нетривалої хвороби залишилися нез'ясованими.
Помер 17 травня 1822 у Готі у віці 49 років. Був похований на парковому острові в могилі, не відміченій надгробком.
У 2022 році Дослідницький центр Готи Ерфуртського університету, з приводу 250-річчя від дня народження Августа, організував міжнародну конференцію, присвячену герцогу, яка проходила з 23 по 25 листопада.

## Приватне життя

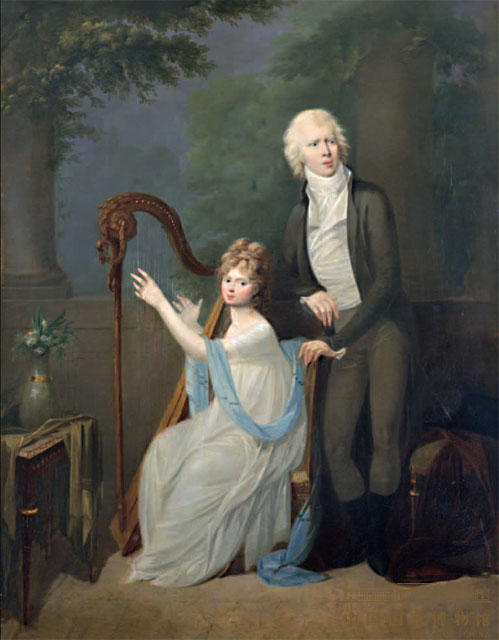
Портрет із першою дружиною, близько 1800 року, Державні художні зібрання Дрездена

Дружина —  принцеса Мекленбург-Шверінська Луїза Шарлотта
Діти:
- Луїза (1800—1831) — дружина герцога Саксен-Кобург Заальфельдського Ернста I, мала з ним двох синів; після розлучення вступила в таємний шлюб із бароном Александром фон Ганштейном.

За два тижні після народження доньки Луїза Шарлотта померла.
Дружина — принцеса Гессен-Кассельська Кароліна Амалія. 
Дітей у подружжя не було. У 1813 році пара роз'їхалася. 

## Твори
- У 1805 році Август анонімно видав свій твір «Рік у Аркадії: Кілленіон» (нім. «Ein Jahr in Arkadien: Kyllenion»), примітний як «найраніший з відомих романів, у центрі якого зображений явний любовний зв'язок між чоловіками».[17] Дія роману відбувається у Стародавній Греції, за сюжетом кілька пар, у тому числі гомосексуальна, закохуються, долають перешкоди та живуть довго і щасливо.
- Ідилічна фантазія «Panedone» (не видавалася).
- «Emilianische Briefe» (не завершений).[5]